# Edizioni Master
Edizioni Master SPA è stata una casa editrice attiva all'interno del mercato dei periodici specializzati dichiarata fallita a luglio del 2020.
Fondata nel 1997, dall'imprenditore Massimo Sesti, la società ha avuto tre sedi di riferimento: la sede legale a Rende (CS), le sedi operative di Milano e Roma, con circa 100 dipendenti, 50 collaboratori esterni.
Nel portafoglio prodotti vi erano riviste dedicate al mondo dell'informatica e di internet, di viaggi e di cucina. La casa editrice ha anche prodotto diverse serie di collezionabili, prevalentemente sull'informatica.

## Storia
A settembre 2008 acquisisce Wintricks.it, storico portale di riferimento per gli appassionati di  tecnologia ed utilizzatori di computer in ambiente Windows. Il sito è tuttora visibile online ma non più aggiornato e abbandonato a se stesso.
A maggio 2010 annuncia la costituzione di webcast24.it, piattaforma digitale per la trasmissione di eventi live e on demand in streaming a pagamento. Il sito è stato venduto.
A giugno 2010 acquisisce Newstreet.it, uno dei magazine on-line di informazione automobilistica più autorevoli in Italia.
Da gennaio 2011 distribuisce la rivista Più sani, Più belli, ideata in collaborazione con la conduttrice televisiva Rosanna Lambertucci.La produzione è conclusa nel gennaio 2019.
Da aprile 2011 pubblica la rivista La prova del cuoco, basato sulla omonima trasmissione televisiva Rai. La produzione è conclusa nel gennaio 2019.
Il 1º settembre 2011 annuncia una partnership con il portale web italiano Libero.it. L'accordo prevede che Libero s.r.l. venda spazi pubblicitari per conto dei Portali IT di Edizioni Master, il tutto viene formalizzato con l'inserimento della top bar di Libero.it nei siti del settore IT di Edizioni Master. L'accordo viene sciolto a marzo 2012.
Da luglio 2012 lancia la rivista L'Albero Azzurro Settimanale, il magazine ufficiale della trasmissione televisiva per bambini L'albero azzurro. La produzione è conclusa.
A causa di difficoltà finanziarie, nel 2013 il gruppo fa ricorso al concordato preventivo in continuità.
Nel giugno 2018 vengono ceduti i siti internet Punto Informatico e Telefonino.net a BlazeMedia.
Sempre a causa di difficoltà finanziarie, nel 2019 il gruppo chiede di essere ammesso alla procedura di concordato in bianco.
Nel 2019 chiede di essere ammessa ad una nuova procedura di concordato preventivo in continuità. La procedura concorsuale, rubricata con numero RG n. 2/2019, viene però ritirata dalla stessa casa editrice nel corso dell'anno, poco prima di venir dichiarata fallita dal Tribunale di Cosenza il 22 luglio 2020.

## Riviste
- Computer Bild Italia
- Deck
- Digital Home
- Digital Music
- Dr Dobb's Journal (versione italiana)
- I miei dolci
- I Saurini magazine
- Idea Web
- Internet Magazine
- In cucina con Anna Moroni
- IoProgrammo
- L'albero azzurro magazine
- La prova del cuoco magazine
- Linux Magazine
- Office Magazine
- Master Console
- Più Sani Più Belli Magazine
- Play Generation
- Quale Computer
- Ricette per il mio Bimby
- Sport Life
- Turisti per caso Magazine
- Win Magazine
- Win Magazine Giochi